# イシノアラシ
イシノアラシとは日本の競走馬、種牡馬である。4歳（現表記3歳）馬の身で有馬記念を制した史上3頭目の馬である。主戦騎手は加賀武見。

## 経歴

### 現役時代
1972年4月17日、北海道沙流郡門別町の荒井牧場で誕生。菊花賞、有馬記念優勝のイシノヒカルの馬主である石嶋清仁が購入し、イシノヒカルも所属した東京競馬場の浅野武志厩舎に入厩する。
明け4歳を迎えた1975年1月26日、第1回東京競馬7日目の新馬戦（ダート1200メートル）にて関東の名手加賀武見騎乗でデビュー。デビュー戦は5番人気で4着であった。3月29日、第2回中山競馬3日目のサラ系4歳未出走・未勝利戦（ダート1700メートル）にて、5戦目にして漸く初勝利を挙げる。
その後、福島競馬場での条件特別戦を2連勝して、其の年の5月25日、東京優駿（日本ダービー）に挑戦、カブラヤオーの5着に入る健闘を見せた。
秋に復帰後、9月28日のセントライト記念で重賞初制覇。その1ヶ月後の10月25日には京都競馬場でのサラ系4歳オープン競走で1着となり、菊花賞の本命という評価を集める。11月9日、二冠馬カブラヤオーが故障不在の中で1番人気に支持されて出走した菊花賞では雨上がりの稍重馬場に苦しみ、中島啓之騎乗のコクサイプリンス（4番人気）の前に4着と敗れた。
12月14日、菊花賞の雪辱を期して有馬記念に出走。フジノパーシア、キタノカチドキ、カーネルシンボリといった強豪揃いの中、7番人気という評価を覆して優勝。当時の4歳馬の優勝は奇しくも同じ馬主のイシノヒカル以来、3年ぶり3頭目であった。
有馬記念優勝後は、1976年の春・秋の目黒記念で2着、同年の天皇賞（春）で3着に入った他、オープンでの1勝に留まった。
その後も何とかもう一花をとの思いで現役を続行していたが、1977年の天皇賞（春）でテンポイントの8着に入ったのを最後に以後レースに出走することなく、7歳で現役を引退した。

### 引退後
現役引退後のイシノアラシは1979年から青森県で種牡馬になったが、引退の時機を逸したためか種牡馬としては全く顧みられることなく、1981年生まれのわずか3頭の産駒しか残すことが出来ず、同年種牡馬を引退、11月に死亡している。

## 主な勝ち鞍
- セントライト記念
- 有馬記念

いずれも1975年（旧4歳時）

## 血統表
| イシノアラシの血統（リボー系／Nogara4×5=9.38%、Pharos5×5=6.25%） | イシノアラシの血統（リボー系／Nogara4×5=9.38%、Pharos5×5=6.25%） | イシノアラシの血統（リボー系／Nogara4×5=9.38%、Pharos5×5=6.25%） | （血統表の出典） | （血統表の出典） |
| 父 *マロット Marot 1959 黒鹿毛 イタリア                          | 父の父Ribot 1952 鹿毛 イギリス                                   | Tenerani                                                         | Bellini          | Bellini          |
| 父 *マロット Marot 1959 黒鹿毛 イタリア                          | 父の父Ribot 1952 鹿毛 イギリス                                   | Tenerani                                                         | Tofanella        |                  |
| 父 *マロット Marot 1959 黒鹿毛 イタリア                          | 父の父Ribot 1952 鹿毛 イギリス                                   | Romanella                                                        | El Greco         | El Greco         |
| 父 *マロット Marot 1959 黒鹿毛 イタリア                          | 父の父Ribot 1952 鹿毛 イギリス                                   | Romanella                                                        | Barbara Burrini  |                  |
| 父 *マロット Marot 1959 黒鹿毛 イタリア                          | 父の母Macchietta 1946 黒鹿毛 イタリア                            | Niccolo Dell'Arca                                                | Coronach         | Coronach         |
| 父 *マロット Marot 1959 黒鹿毛 イタリア                          | 父の母Macchietta 1946 黒鹿毛 イタリア                            | Niccolo Dell'Arca                                                | Nogara           |                  |
| 父 *マロット Marot 1959 黒鹿毛 イタリア                          | 父の母Macchietta 1946 黒鹿毛 イタリア                            | Milldoria                                                        | Milton           | Milton           |
| 父 *マロット Marot 1959 黒鹿毛 イタリア                          | 父の母Macchietta 1946 黒鹿毛 イタリア                            | Milldoria                                                        | Doria            |                  |
| 母 セイキヤヨイ 1966 栗毛 日本                                   | 母の父*パナスリッパー Panaslipper 1952 栗毛 アイルランド         | Solar Slipper                                                    | Windsor Slipper  | Windsor Slipper  |
| 母 セイキヤヨイ 1966 栗毛 日本                                   | 母の父*パナスリッパー Panaslipper 1952 栗毛 アイルランド         | Solar Slipper                                                    | Solar Flower     |                  |
| 母 セイキヤヨイ 1966 栗毛 日本                                   | 母の父*パナスリッパー Panaslipper 1952 栗毛 アイルランド         | Panastrid                                                        | Panorama         | Panorama         |
| 母 セイキヤヨイ 1966 栗毛 日本                                   | 母の父*パナスリッパー Panaslipper 1952 栗毛 アイルランド         | Panastrid                                                        | Astrid           |                  |
| 母 セイキヤヨイ 1966 栗毛 日本                                   | 母の母キクザクラの四 1960 栃栗毛 日本                            | *アドミラルバード Admiral Byrd                                   | Nearco           | Nearco           |
| 母 セイキヤヨイ 1966 栗毛 日本                                   | 母の母キクザクラの四 1960 栃栗毛 日本                            | *アドミラルバード Admiral Byrd                                   | Woodlark         |                  |
| 母 セイキヤヨイ 1966 栗毛 日本                                   | 母の母キクザクラの四 1960 栃栗毛 日本                            | キクザクラ                                                       | *ダイオライト    | *ダイオライト    |
| 母 セイキヤヨイ 1966 栗毛 日本                                   | 母の母キクザクラの四 1960 栃栗毛 日本                            | キクザクラ                                                       | ラコナ F-No.6-b  |                  |

牝系は奥羽種馬牧場が1913年に輸入した基礎繁殖牝馬オーリンダセコンドの流れをくむ。5代母アトランタは1936年春の東京御賞典馬。同年秋の第1回中山記念も制している。6代母レッドウヰングは1918年秋の目黒御賞典馬。

## 余談
すがやみつる原作の漫画『ゲームセンターあらし』の主人公：石野あらしの由来は、イシノアラシから来ている。